# Vochisina
La vochisina es un alcaloide pirroloflavonoide que fue aislado de los frutos de Vochysia guianensis (Vochysiaceae)
UV: [neutro]λmax215 (log ε4.45) ;275 (log ε3.34) ( EtOH); [básico]λmax228 (log ε4.46) ;245 (log ε4.42) ;288 (log ε3.57) (EtOH/NaOH)